# Vienna Monarchs
Die Vienna Monarchs wurden am 28. Mai 2003 als erster Lacrosse-Verein Wiens gegründet. Am 1. Juli 2006 wurde das Damenteam, die Vienna Lady Monarchs, und am 1. Oktober 2007 das U16 Team, die Junior Monarchs ins Leben gerufen.
Durch die aktive Mithilfe der Vienna Monarchs konnten 2004 die DLC (Danube Lacrosse Championship) und 2006 die ÖLL (Österreichische Lacrosse Liga) gegründet werden, an diesen nehmen sie auch aktiv teil.

## Turniere
Seit 2004 sind die Vienna Monarchs alljährlich Gastgaber des Austrian Lacrosse Open (kurz: ALO). Außerdem nehmen die Damen und Herren an  europäischen Turnieren wie zum Beispiel das Isar Box Turnier in München, Berlin Open, Passau Open, Pilsen Open, Aleš Hrebeský Memorial Radotin und weiteren teil.

## Erfolge
Vienna Monarchs Herren
| Jahr | Platzierung  |
| ---- | ------------ |
| 2013 | Meister      |
| 2012 | Meister      |
| 2011 | Meister      |
| 2010 | Vize-Meister |
| 2009 | Meister      |

Vienna Monarchs Damen
| Jahr | Platzierung  |
| ---- | ------------ |
| 2013 |              |
| 2012 | 5.           |
| 2011 | Meister      |
| 2010 | Vize-Meister |
| 2009 | Vize-Meister |